# Марцинковиці (Новосондецький повіт)
Марцинковиці (пол. Marcinkowice) — село в Польщі, у гміні Хелмець Новосондецького повіту Малопольського воєводства.
Населення — 2128 осіб (2011).

## Демографія
Демографічна структура станом на 31 березня 2011 року:
|          | Загалом | Допрацездатний вік | Працездатний вік | Постпрацездатний вік |
| -------- | ------- | ------------------ | ---------------- | -------------------- |
| Чоловіки | 1070    | 271                | 716              | 83                   |
| Жінки    | 1058    | 245                | 654              | 159                  |
| Разом    | 2128    | 516                | 1370             | 242                  |